# Partenavia Oscar
Il Partenavia P.64 Oscar è un aereo da turismo quadriposto monomotore, monoplano ad ala alta, sviluppato dall'azienda aeronautica italiana Partenavia Costruzioni Aeronautiche nei primi anni sessanta e costruito, oltre che dalla stessa, dalla sudafricana AFIC (Pty) Ltd su licenza.
Derivato dal precedente Partenavia P.57 Fachiro, del quale era un'evoluzione per la struttura metallica, era destinato al mercato dell'aviazione generale e del trasporto leggero, riuscendo ad ottenere un buon successo commerciale

## Storia del progetto
Nel 1963 i fratelli Giovanni e Luigi Pascale decisero di avviare uno sviluppo del P.57 Fachiro, un quadriposto monomotore da turismo ad ala alta e costruzione mista, in una sua variante completamente metallica. La base di partenza fu un P.57 Fachiro II-f dal quale venne estrapolato il Fachiro III, denominazione iniziale del prototipo, che venne portato in volo per la prima volta il 2 aprile 1965.

## Utilizzatori
Italia
- Aero Club d'Italia
- Polizia di Stato

### Pubblicazioni
- Partenavia P 64 Oscar, in Aerei da guerra, Ginevra - Novara, Edito Service S.A. - Istituto Geografico De Agostini, 1993.
- Neil Harrison, Partenavia P.64 Oscar (PDF), in Flight International, Volume 88, Number 2961, 9 dicembre 1965,  p. 1012.
- Paul F. Hatch, Air Forces of the World: Italian State Police (Polizia di Stato), in Air Pictorial, vol. 47, n. 6, giugno 1985,  p. 207.